# 金田幸子
金田 幸子（かなだ ゆきこ、1979年11月26日 - ） は、岡山県出身の女子競艇選手。
登録番号4065。身長157cm、A型。
岡山支部所属の86期。「金（かな）ちゃん」のニックネームで親しまれる。

## 来歴
- 2000年5月23日、児島競艇場での一般競走でデビュー[1]、初出走で2着に入る健闘を見せた。4戦目に早くも水神祭を挙げ、デビュー期に6勝をマークするなど好素質をアピールした。
- しかしその後伸び悩み、初優出はデビュー3年4ヵ月後の2003年9月（住之江競艇・女子リーグ戦競走）。
- 2005年7月に初めてA2級昇格を果たし、2006年7月よりA級に定着するようになった。
- 女子王座決定戦競走には2005年に初出場、2006年に初勝利。
- 2007年6月25日、平和島競艇・オール女子レースにおいて初優勝を果たした[2]。同年10月、下関競艇場で女子リーグ戦競走初優勝。
- 2008年1月からのA1級初昇格を決めた。
- 2013年に鳴門競艇場で行われた第27回女子王座決定戦では、自身初めてとなる女子王座の準優勝戦進出（予選3位）を果たし、さらに初めて優勝戦（準優勝戦2着）に進出した。8月11日に行われた優勝戦には4号艇で出場し、G1初優勝を果たした。決まり手はまくり。
- 同年の賞金女王決定戦で初出場。みな(美菜)ぎる闘志のキャッチフレーズで出場した。

## 人物・エピソード
- 音楽鑑賞が趣味で、興味のあるアーティストのライブには独りででも観に行く。これがきっかけとなり、日本レジャーチャンネルが発行している月刊競艇情報誌『BOATBoy』において、毎月お薦めの新譜を紹介する連載を持っていた。
- 同じ岡山支部所属で年代の近い田口節子・三松直美らとは親友で、オフも一緒に過ごすことが多いほか、田口の妹が所属する中ノ森BANDのコンサートにも田口と共に出かけている。
- 日本レジャーチャンネルの女子競艇特集番組『NADESHIKO』でパーソナリティーを務める都築あことはプライベートでも親交がある。